# 龔錫爵
龔錫爵（1550年—1617年），字汝脩，直隸蘇州府嘉定縣人，民籍，明朝政治人物，官至廣西右布政使。

## 生平
五岁時父亲龚可学被人杀死，龚錫爵被送到张氏家中藏身。
萬曆元年（1573年）癸酉科應天府鄉試第八十九名。萬曆二年（1574年）進士第三甲第七十七名。授江西永新县知县。入為工部虞衡司、都水司主事。遷廣東右參政，二十一年（1593年）五月升本省按察使，二十二年十一月升官至廣西右布政使。

## 家族
龔氏為嘉定望族。高祖龔弘，正德年間官工部侍郎。曾祖父龔正，曾任監生；祖父龔世美，號南山，曾任監生；父龔可學，字敏卿。母劉氏。
子龚方中（1573年—1643年），字仲和。